# Arthrocnodax orientalis
Arthrocnodax orientalis är en tvåvingeart som beskrevs av Grover och Bakhshi 1978. Arthrocnodax orientalis ingår i släktet Arthrocnodax och familjen gallmyggor. Inga underarter finns listade i Catalogue of Life.